# Ricardo Prieto
Ricardo Prieto Marcico (Montevideo, 8 de febrero de 1943 - Montevideo, 4 de noviembre de 2008) fue un dramaturgo, poeta y narrador uruguayo, uno de los más destacados y premiados de su generación.

## Biografía
Ricardo Prieto nació en Montevideo, en 1943. Es uno de los dramaturgos uruguayos de mayor proyección internacional. Estudió en la Escuela de Arte Dramático de Club de Teatro y empezó a escribir dramas desde muy temprano. Su obra El huésped vacío fue estrenada por la Comedia Nacional en 1971 y desde entonces ha sido representada reiteradamente en países como Argentina, España y Francia. Su vasta producción teatral abarca tanto el teatro de vanguardia y de pesquisa existencial como la comedia costumbrista. Su obra, prolífica y por momentos oscura, le granjeó fama internacional.
Residente en Buenos Aires durante la dictadura cívico-militar uruguaya (de 1973 a 1985), su literatura teatral fue traducida a otros idiomas y representada en diversas latitudes. Fue traducido al francés por Anne Marie Supervielle y Francoise Thanas, y sus obras fueron emitidas por radio France Culture de París.
En 1979 se hizo merecedor al IX Premio Tirso de Molina, el más prestigioso en el rubro en lengua española, por su obra El desayuno durante la noche. Además de la mencionada, varias de sus piezas teatrales fueron merecedoras de premios. Entre otros el Premio de Teatro Acústico de la WDR (Radio y TV de Alemania Occidental) por Bacterias en 1987. A nivel local, su obra Garúa recibió el premio Florencio a la mejor obra en 1992. En 1986, recibió la Cruz de Hierro en Alemania. En 1994 se convirtió en el primer dramaturgo latinoamericano invitado a radicarse en la Maison des Écrivains Étrangers de Théâtre en Saint-Herblain, Nantes, estancia de la cual surgió su obra Asunto terminado. En 2004 obtuvo el Premio Morosoli de Plata en la categoría Dramaturgia por su extensa carrera. 
Paralelamente a su tarea como autor dramático, cultivó la poesía, el cuento y la novela. Publicó cuatro colecciones de relatos, cuatro libros de poesía y tres novelas. 
Falleció en la madrugada del 4 de noviembre de 2008 en su casa de Montevideo, como consecuencia de una larga anemia.

## Obra

### Teatro
- El niño verde (1971)
- La perrita sabia (1971)
- La salvación (1971)
- Un gato en un almacén extraño (1973)
- Después de la cena (1978)
- Acuérdate de Euménida (1981)
- El desayuno durante la noche (1979)
- El Agua y el aceite (1980)
- Bacterias (1987)
- Me moriría si te fueras (Proyección, Montevideo, 1988)
- Ese lugar pequeño (Proyección, Montevideo, 1988)
- El huésped vacío (Proyección, Montevideo, 1988)
- Garúa (1992)
- El lado de Guermantes (Proyección, Montevideo, 1993)
- La llegada a Kliztronia (Proyección, Montevideo, 1993)
- Un tambor por único equipaje (Proyección, Montevideo, 1993)
- Pecados mínimos (Proyección, Montevideo, 1993)
- Amantes (1994)
- La buena vida (Arca, Montevideo, 1994)
- Se alquila (Arca, Montevideo, 1994)
- Asunto terminado (1994)
- Pecados mínimos (1995)
- La buena vida (1998)
- Tolstoi, el último viaje (2005)

### Cuentos
- Desmesura de los zoológicos (Proyección, Montevideo, 1987)
- La puerta que nadie abre (Proyección, Montevideo, 1991)
- Donde la claridad misma es noche oscura (Ediciones de la Banda Oriental, Montevideo, 1994)
- Lugares insospechados (Alfaguara, 2007)

### Novelas
- El odioso animal de la dicha (Ediciones de la Banda Oriental, Montevideo, 1982)
- Pequeño canalla (Solaris, Montevideo, 1997)
- Amados y perversos (Alfaguara, Montevideo, 1999)

### Poesía
- Figuraciones (1986)
- Juegos para no morir (1989)
- Palabra oculta (Aldebarán, 2000)
- La oscuridad menos reciente (AG Ediciones, 2005)